# Virgen del prado
Esta Virgen con el Niño y San Juan, conocida como la Virgen del prado (en italiano Madonna del prato) es una pintura del artista renacentista italiano Rafael Sanzio, que data de 1505-1506. Está realizada al temple y al óleo sobre madera con unas dimensiones de 113 centímetros de alto y 88 cm de ancho. Se conserva en el Museo Kunsthistorisches de Viena, Austria.
Sobre la orla del vestido de la Virgen consta la fecha: 1506. Rafael la realizó para la capilla de los Novicios de San Marco. Es una de las Vírgenes con el Niño Jesús y san Juanito, en un paisaje abierto, realizadas por Rafael en sus años florentinos. En esa época Rafael pudo estudiar de cerca la obra de Miguel Ángel y de Leonardo. La escena de la Virgen con Niño acompañados por san Juanito fue muy frecuente en la pintura italiana del siglo XV. La tipología de Virgen que desarrolló Rafael en estos cuadros tuvo posteriormente mucho éxito.
La composición está muy estudiada. Las figuras forman un triángulo isósceles, cuya cúspide ocupa la cabeza de la Virgen. Es característico de Rafael el vestido intensamente rojo de la Virgen, así como el escote en redondo. Los dos niños están en la parte inferior, un poco desplazados hacia la izquierda, lo cual viene compensado por la extensión del pie de la Virgen hacia la derecha. El pequeño san Juan se arrodilla, sosteniendo el bastón crucífero; el Niño, de pie, lo coge. 
Esta composición piramidal pone de manifiesto la influencia leonardesca, en particular de la obra Santa Ana con la Virgen y el Niño. Otros rasgos típicamente leonardescos son la cara de la Virgen, el esfumado que se aprecia, por ejemplo, en la espalda del Niño Jesús, y el paisaje del fondo, de tonos azulados y brumosos. Hay, no obstante, algunos elementos que marcan ya una distancia respecto a la obra de Leonardo, como el valor de la línea de contorno.